# Контрэлита
Контрэли́та — оппозиционная по отношению к правящей политической элите часть бюрократии, социальная группа, которая борется за право на вхождение в элиту или создание новой; субъект политики, который действует достаточно организовано (легально или нет) и стремится получить власть в свои руки или передать её другой политической силе.

## Описание
Опыт истории свидетельствует, что один и тот же ведущий класс не является одновременно доминирующим во всех сферах общественной жизни: исторически прогрессивный класс властвует, как правило, в экономических и идеологических сферах, а исторически отживающий класс — в сфере государственной власти. На этапе формирования капитализма классу феодалов, что владел государственной властью, предстоял прогрессивный класс буржуазии, что доминировал в экономических и идеологических сферах. При современных условиях, когда в развитых странах идёт процесс перехода к постиндустриальной стадии развития и возможно предположить, что правящей элите, которая непосредственно владеет властью и осуществляет её, может противостоять, например, как контреэлитическая группа политического давления, или может возникнуть противостояние между принадлежащими к разным политическим партиям фракциями политической элиты, члены которой входят как в правящую элиту, так и в группу политического давления, в этом случае фракцию, которая составляет большинство можно назвать элитой, а фракцию, что находится в оппозиции, — контрэлитой.